# Katákali
Katákali är en ort i Grekland.   Den ligger i prefekturen Nomós Grevenón och regionen Västra Makedonien, i den centrala delen av landet, 270 km nordväst om huvudstaden Aten. Katákali ligger 531 meter över havet och antalet invånare är 219.
Terrängen runt Katákali är varierad. Runt Katákali är det glesbefolkat, med 12 invånare per kvadratkilometer. Närmaste större samhälle är Deskáti, 10,2 km öster om Katákali. Omgivningarna runt Katákali är en mosaik av jordbruksmark och naturlig växtlighet.